# Making Today a Perfect Day
"Making Today a Perfect Day" é uma canção do curta-metragem de animação Frozen Fever da Walt Disney Animation Studios, a música foi composta por Kristen Anderson-Lopez e Robert Lopez e performada pelo elenco do filme. Foi lançado como single nos Estados Unidos em 12 de março de 2015.

## Produção
Em 2 de setembro 2014, durante a estreia de The Story of Frozen: Making a Disney Animated Classic no canal ABC, o diretor criativo John Lasseter da Walt Disney Animation Studios anunciou uma nova canção do curta Frozen Fever seria lançada no futuro. No mesmo dia, a revista Variety anunciou que o curta seria lançado no início de 2015, sob o título Frozen Fever, com Chris Buck e Jennifer Michelle Lee regressando como codiretores, Peter Del Vecho regressando como produtor e uma nova canção de Kristen Anderson-Lopez e Robert Lopez. Em uma entrevista no meio de outubro, Idina Menzel revelou que o elenco já havia gravado, declarando "Nós apenas trabalhamos no curta de Frozen." Em 3 de dezembro de 2014, foi anunciado que Aimee Scribner seria o coprodutor e que Frozen Fever iria estrear ao lado do filme Cinderella da Walt Disney Pictures  em 13 de março de 2015. No final de dezembro, os codiretores disseram ao Associated Press "Há algo de mágico sobre esses personagens, esse elenco e essa música. Felizmente, o público poderá desfrutar o curta que estamos fazendo, sentimos isso novamente. Foi muito divertido." Na mesma época, Dave Metzger, que trabalhou na orquestração de Frozen, divulgou que ele já estava trabalhando em Frozen Fever.
Em março de 2015, os diretores revelaram que a Walt Disney Animation Studios trouxe a possibilidade para criar um curta-metragem em abril de 2014. Buck e Lee inicialmente ficaram reticentes, porque eles ainda estavam tentando determinar o motivo de Frozen ter sido um sucesso tão grande, mas concordaram em iniciar as possibilidades de debate.  Após as primeiras discussões sobre Olaf, o artista principal Marc Smith lançou a ideia do que poderia acontecer se Elsa tivesse um resfriado, que se tornou a base para o enredo do curta.  Os diretores começaram a trabalhar no curta em junho, e em agosto regressaram ao estúdio de gravação com o elenco para estabelecer as faixas vocais.
O curta apresentou a canção "Making Today a Perfect Day", de Anderson-Lopez and Lopez. Na estreia de Cinderella e Frozen Fever no El Capitan Theatre em Hollywood, Califórnia, em 1 de março de 2015, Josh Gad disse ao USA Today, "Quero pedir desculpas aos pais em toda parte, porque as crianças vão estar cantando uma nova canção de Frozen..." A esposa de Gad percebeu que ele ainda estava cantarolando dois dias depois de gravar suas falas.

## Composição
A canção "Making Today a Perfect Day" há uma referência lírica à canção "Let It Go" de Elsa dizendo a Anna que "o frio nunca me fará estremecer", desta vez redirecionando a linha e fazendo uma referência a constipação dela. A Billboard sugeriu para a dupla de compositores, que incluíssem o ovo de Páscoa porque queriam "saber exatamente o que os fãs queriam".
O início da música, também inclui uma passagem da melodia Life's Too Short, uma das canções que foram excluídas do filme, após o enredo e o papel de Elsa como vilã ter sido cancelado. O Los Angeles Times disse que "a canção foi dedicada aos fãs de Frozen e têm apontado semelhanças entre as duas canções", Robert Lopez comentou no Twitter: "Para todos os que notaram, Life's Too Short em Frozen Fever, tem excelente audição. Nós escrevemos a letra para a abertura, e então percebemos que caberia a velha canção, por isso, não poderíamos resistir em usá-la. É a nossa canção corte favorita e aquela que se consagrou mais."

## Lançamento
Embora o curta estreou oficialmente ao lado do filme de Cinderella, o áudio foi lançado na Internet em 12 de março. A letra foi postada pelo blog oficial da Disney em 13 de março, e o lyric vídeo foi lançado na Internet em 20 de março.
A canção foi fortemente anunciada na capa do CD de banda sonora de Cinderella.

## Desempenho nas paradas musicais
| Parada musical (2015)              | Melhor posição |
| ---------------------------------- | -------------- |
| Austrália (ARIA)                   | 80             |
| Estados Unidos (Kid Digital Songs) | 1              |